# Вікове дерево груші (с. Роги урочище «Грушківка»)
Вікове дерево груші — ботанічна пам'ятка природи місцевого значення. Об'єкт розташований на території Маньківського району Черкаської області, село Роги урочище «Грушківка».
Площа — 0,01 га, статус отриманий у 1972 році.